# 蒂马尔·伊什特万 (皮划艇运动员)
蒂马尔·伊什特万（匈牙利語：Timár István，1940年1月7日—1994年12月4日），匈牙利男子皮划艇运动员。他曾代表匈牙利参加1968年夏季奥林匹克运动会皮划艇比赛，获得一枚银牌和一枚铜牌。